# Habenaria mayersii
Habenaria mayersii är en orkidéart som beskrevs av Augusto Ruschi. Habenaria mayersii ingår i släktet Habenaria och familjen orkidéer. Inga underarter finns listade i Catalogue of Life.